# وسائط متعددة
الوسائط المتعددة أو الملتيميديا (بالإنجليزية: Multimedia) وهو مصطلح واسع الانتشار يشير إلى استعمال ودمج عدة وسائط مختلفة مثل (النص، الصوت، الرسومات، الصور المتحركة، الفيديو، والتطبيقات التفاعلية) لتقديم المحتوى بطريقة تفاعلية لتحقيق هدف أو عدة أهداف محددة المعلومات.
| \| \| \| \| \| نص \| صوت \| صورة \| \| \| \| \| \| رسوم متحركة \| فيديو \| وسائط متعددة تفاعلية \| |       |                      |
| |       |                      |
| نص                                                                                                 | صوت   | صورة                 |
| |       |                      |
| رسوم متحركة                                                                                        | فيديو | وسائط متعددة تفاعلية |

وقد عُرِّفت الوسائط المتعددة المكونة من كلمتين حسب الترجمة العربية [Multi ] وتعني متعدد، و[Media] وتعني وسيط أو وسيلة إعلامية، عرِّفت بأنها: طائفة من تطبيقات الحاسب الآلي يمكنها تخزين المعلومات بأشكال متنوعة تتضمن النصوص والصور الساكنة والرسوم المتحركة والأصوات، ثم عرضها بطريقة تفاعلية [ Interactive ] وفقا لمسارات المستخدم.
وعلى هذا يتضح أن الوسائط المتعددة هي عبارة عن دمج بين الحاسوب والوسائل التعليمية لإنتاج بيئة تشعبيه تفاعلية تحتوي على برمجيات الصوت والصورة والفيديو ترتبط فيما بينها بشكل تشعبي من خلال الرسومات المستخدمة في البرامج.

## تصنيفات الوسائط المتعددة
الوسائط المتعددة في بعض تصنيفاتها تنقسم الي قسمين الخطية وغير الخطية، يعرض المحتوى الخطي في كثير من الأحيان دون وجود أي تفاعل بينه وبين المستخدم مثل: السينما. غير الخطي يستخدم التفاعل لعرض الوسائط مثل الألعاب الالكترونية والتدريب الذاتي على الحاسوب وتعتبر الـ"Hypermedia" من الامثله على المحتوى الغير خطي.
عروض الوسائط المتعددة ممكن ان تكون مسجلة أو مباشرة، العروض المسجلة قد تتيح التفاعل وأيضا العروض المباشرة قد تتيح التفاعل عبر التواصل مع المحاضر أو المشاركين•
عناصر التطبيقات المتعددة:
النص (Text).
• الصورة (Image)
• الحركة (Animation)
• الصوت (Sound)
• الفيديو (Video)
• برامج التأليف الإبداعية، مثل: Director ، Authorware
• برامج المحاكاة وبرامج إنتاج البيانات

## الخصائص الرئيسية للوسائط المتعددة
عروض الوسائط المتعددة يمكن أن تعرض بواسطه شخص على المسرح، آلة العرض، أو تنقل أو ان تعرض بواسطة برنامج تشغيل. وأيضا يمكن بثها على الهواء بعرض مسجل أو مباشر أو تسجيلها بشكل رقمي أو تناظري.

ألعاب الوسائط المتعددة والمحاكاة يمكن استخدامها في بيئة مادية مع المؤثرات الخاصة، مع العديد من المستخدمين في شبكة الإنترنت ومع جهاز حاسوب محلي أو مع نظام اللعبة
والقصد من الاشكال العديده للوسائط المتعددة لتعزيز تجربة المستخدمين، على سبيل المثال لجعلها أسهل وأسرع لنقل المعلومات. أو في مجال الترفيه أو الفن، لتجاوز التجربة اليومية،
lasershow هو أداء وسائط المتعددة.

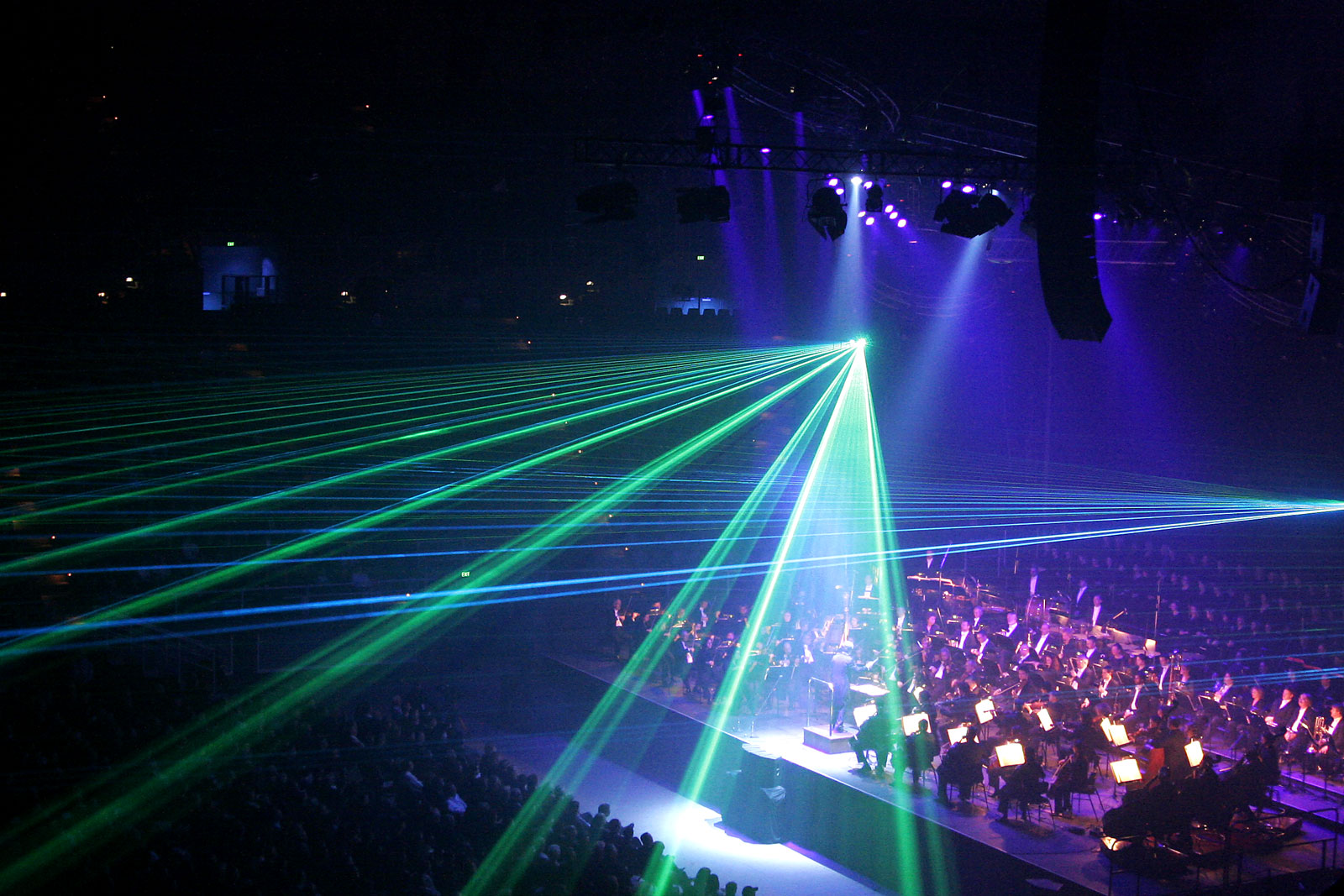
lasershow أداة وسائط متعددة.

عززت الآلة التفاعل من خلال الجمع بين أشكال متعددة من المحتوى الإعلامي.في المستقبل قد تبلغ ان نصل إلى اللمس وأيضا التذوق والشم.

## تطور الوسائط المتعددة
تاريخ المصطلح  وقد صاغ مصطلح الوسائط المتعددة"Multimedia" من قبل المغني والفنان بوب غولدشتاين عند أفتتاح عرضه الموسيقي عام (1966) "LightWorks في L'Oursin"في ساوثمبتون، لونغ آيلاند. وكان غولدشتاين على علاقة مع فنان بريطاني يدعى ديك هيغنز، الذيان قد ناقشا إنشاء فن جديد الفن وصفه بـ "إنترميديا".
و في عام 1968، استخدم مصطلح" الوسائط المتعددة " لوصف عمل "المستشار السياسي".
في السنوات الأربعين الفاصلة، اتخذ الكلمة معان مختلفة. في أواخرالسبعينات، فإن المصطلح يشير إلى العروض التي تتكون من "عروض الشرائح المتزامن مع مسار الصوت". , وفي عام 1990 اتخذت 'الوسائط المتعددة' معناها الحالي.
في الطبعة الأولى من كتاب ماكجرو هيل "الوسائط المتعددة: اجعلها تعمل" اعلنت تاي فوغان ان "الوسائط المتعددة هي أي مزيج من النص، فن الرسم، والصوت، والرسوم المتحركة، والفيديو التي على الكمبيوتر.
لقد مرّت الحركة العلمية بمجموعة من المتغيرات والتطورات باعتبارها عملية مستمرة متجددة متعددة العناصر والمدخلات حتى وصلنا اليوم إلى مرحلة (التعليم الرقمي)،؛ هذه المرحلة التي أسهم فيها التطور الضخم في صناعة الحاسوب والبرمجيات مما جعل الآمال تنعقد على أن هذه المرحلة الحضارية التي تعيشها البشرية ستحقق الحلم القديم لدفع عملية التعلّم والتعليم إلى أقصى إمكانات المعرفة عن طريق جعل العلم في متناول كل طبقات المجتمع متحدية الفروق الاجتماعية والحدود المكانية والتفاوت الاقتصادي بين المجتمعات الإنسانية. وذلك أن خبراء التربية والتعليم يرون في هذه القفزات المتسارعة في تكنولوجيا التقنية سبيلا ممهدا لتحقيق استقلالية التعلم، كما تسمح للمتعلم ممارسة مسؤوليته الأخلاقية تجاه ما يتعلم عن طريق الاكتشاف والتعبير والتجربة والمحاكاة التي تقدمها برمجيات الحاسوب اليوم.
لذلك فقد قرر أصحاب الاتجاهات التربوية على اتساع أطيافهم واختلاف منطلقاتهم الفلسفية إلى أن استخدام تقنيات الحاسوب الحديثة لتنظيم عملية التعلم يشكّل اتجاها دائما ومتصاعدا لا مناص للحياد عنه أو التراجع فيه إلى عصور سابقة ! وهذا التصور ما عبروا عنه في بدايات تشكيل مصطلح التعليم الالكتروني (ب مدرسة المستقبل).
ولما كان إدارك وتصور المعلومات الجديدة يعتمد على تنوع طرق عرض هذه المعلومات وتقديمها للمتعلم؛ ذلك أن الرغبة في التعليم تزداد حينما تضاف المؤثرات البصرية والسمعية إلى نظام التعليم (تشير البحوث العلمية إلى أن الإنسان يتلقى أكثر من 80% من المعرفة من خلال حاسة السمع والبصر ونحو 13- 20 % ممن خلال السمع ويلي ذلك الحواس الأخرى التي تتراوح ما بين 1-5% وهي حواس اللمس والذوق والشم) – من أجل هذا كله تم التركيز على اختيار واستخدام تقنيات الوسائط المتعددة في عرض المعلومات.

## استخدامات وتطبيقات الوسائط المتعددة
الوسائط المتعددة تستخدم في مختلف المجالات مثل، الإعلانات، والفن، والتعليم، والترفيه، والهندسة، والطب، والرياضيات، والأعمال التجارية، والبحث العلمي والتطبيقات الزمانية المكانية. العديد من الأمثلة هي كما يلي:

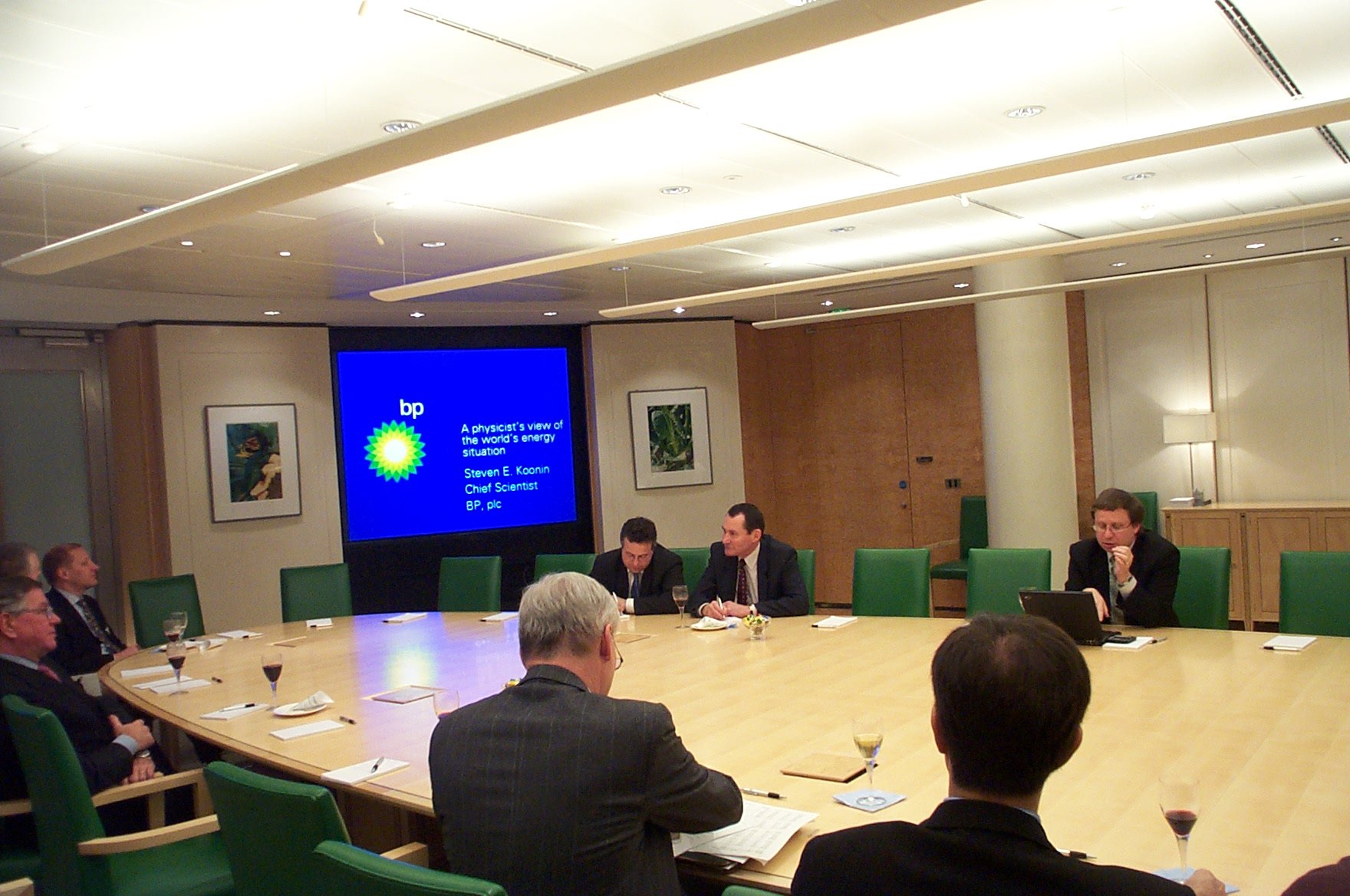
عرض تقديمي بأستخدام مايكروسوفت باوربوينت.

### الصناعات الإبداعية
'الصناعات الإبداعية استخدام الوسائط المتعددة لمجموعة متنوعة من الأغراض التي تتراوح بين الفنون الجميلة، الترفيه، إلى الفن التجاري، إلى الصحافة، إلى وسائل الإعلام البرمجيات والخدمات المقدمة لأي من الصناعات المذكورة، مصمم وسائط متعددة يصمم جميع أنواع الوسائط المتعددة في حياته المهنية. بالطبع ذلك يتطلب مجموعة من المهارات التقنية، والتحليلية والإبداعية.

### الاستخدامات التجارية
الكثير من وسائل الإعلام القديمة والجديدة الالكترونية المستخدمة من قبل الفنانين التجاريين هي الوسائط المتعددة. وتستخدم العروض المثيرة للفت الانتباه في الإعلان.و قد يكون يتم التعاقد مع مصممي الوسائط المتعددة التجارية لتصميم خدمات حكومية وتطبيقات خدمات غير ربحية كذلك وأيضا تجارية.

### الترفيه والفنون الجميلة
وبالإضافة إلى ذلك، يتم استخدام الوسائط المتعددة بشكل كبير في صناعة الترفيه، وخاصة لتطوير المؤثرات الخاصة في الأفلام والرسوم المتحركة وألعاب. بعض ألعاب الفيديو أيضا تستخدم خصائص الوسائط المتعددة. تطبيقات الوسائط المتعددة التي تسمح للمستخدمين المشاركة بنشاط بدلا من مجرد الجلوس وجعل الألعاب تفاعليه. في الفنون هناك فنانين الوسائط المتعددة، الذين بأمكانهم مزج تقنيات باستخدام وسائل الإعلام المختلفة التي تجعل بأمكانه المشاهد التفاعل مع الوسائط المتعددة. وثمة نهج آخر ينطوي على إنشاء الوسائط المتعددة التي يمكن عرضها في ساحة الفنون التشكيلية التقليدية، مثل معرض فني.

### الصحافة
شركات الصحف في جميع أنحاءالعالم تحاول تطبيق هذه الظاهرة الجديدة من خلال تنفيذها وممارساتها في عملهم، الصحف الكبرى مثل نيويورك تايمز -الولايات المتحدة الأمريكية وصحيفة واشنطن بوست يقوموا بوضع سابقة لتحديد المواقع من صناعة الصحف في عالم معولم.
والتقارير الإخبارية لا تقتصر على وسائل الإعلام التقليدية. يمكن للصحفيين المستقلين الاستفادة من وسائل الإعلام الجديدة المختلفة لإنتاج قطعة الوسائط المتعددة للحصول على الأخبار لقصصهم. وهو يشرك الجمهور العالمي وتروي حكايتها مع التكنولوجيا، والتي تطورت تقنيات الاتصال الجديدة لكل من المنتجين والمستهلكين وسائل الإعلام وهو مشروع لغة مشتركة هي مثال لهذا النوع من الإنتاج صحافة الوسائط المتعددة.
وغالبا ما يشار للصحفيين الذين يستخدمون الوسائط المتعددة المحمول (الكاميرات ومسجلات الصوت والفيديو، وأجهزة الكمبيوتر المحمولة مجهزة واي فاي) على أنه الصحافي متنقل.

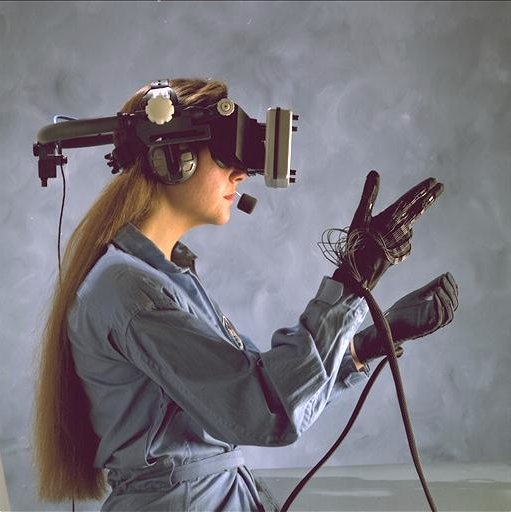
محاكاة تستخدم وسائط متعدد وتطبيقاتها.

### هندسة
مهندسي البرمجيات قد تستخدم الوسائط المتعددة في المحاكاة الحاسوبية لاضافة شيء من الترفيه إلى التدريب مثل التدريب العسكري أو الصناعي. وغالباً ما يتم تصميم الوسائط المتعددة كواجهات البرمجيات ويهدف إلى التعاون بين المبدعين المحترفين ومهندسي البرمجيات.

### الصناعة
في القطاع الصناعي، تستخدم الوسائط المتعددة كوسيلة للمساعدة في تقديم المعلومات للمساهمين والرؤساء وزملاء العمل والموظفين. الوسائط المتعددة هي أيضا مفيدة لتوفير تدريب الموظفين، والإعلان وبيع المنتجات في جميع أنحاء العالم عن طريق التكنولوجيا غير محدودة تقريبا على شبكة الإنترنت
البحوث الرياضية والعلمية،
في البحوث الرياضية والعلمية، ويستخدم الوسائط المتعددة أساسا للنمذجة والمحاكاة. على سبيل المثال، يمكن للعالم نظرة على نموذج الجزيئي للمادة معينة والتلاعب به من أجل التوصل إلى مادة جديدة. البحث ممثل يمكن العثور عليها في المجلات مثل مجلة الوسائط المتعددة.

### الطب
في الطب، يمكن للأطباء الحصول على تدريب من خلال النظر في عملية جراحية افتراضية أو أنها يمكن محاكاة كيف يتأثر جسم الإنسان عن طريق الأمراض التي تنتشر عن طريق الفيروسات والبكتيريا ومن ثم تطوير تقنيات لمنع ذلك.
وثيقة التصوير .
تصوير الوثائق هو الاسلوب الذي يأخذ نسخة مطبوعة من صورة / وثيقة وتحولها إلى شكل رقمي (على سبيل المثال، والماسحات الضوئية).

### الإعاقة
بعض وسائل الاعلام تسمح للمعاقين ان يحصلوا على المؤهلات في مجال الوسائط المتعددة حتى يتمكنوا من ممارسة المهن التي تتيح لهم الحصول على مجموعة واسعة من أشكال الاتصال قوية.

### متنوعة
في أوروبا، هناك منظمة مرجعية لصناعة الوسائط المتعددة هي اتفاقية الجمعيات الوسائط المتعددة الأوروبية

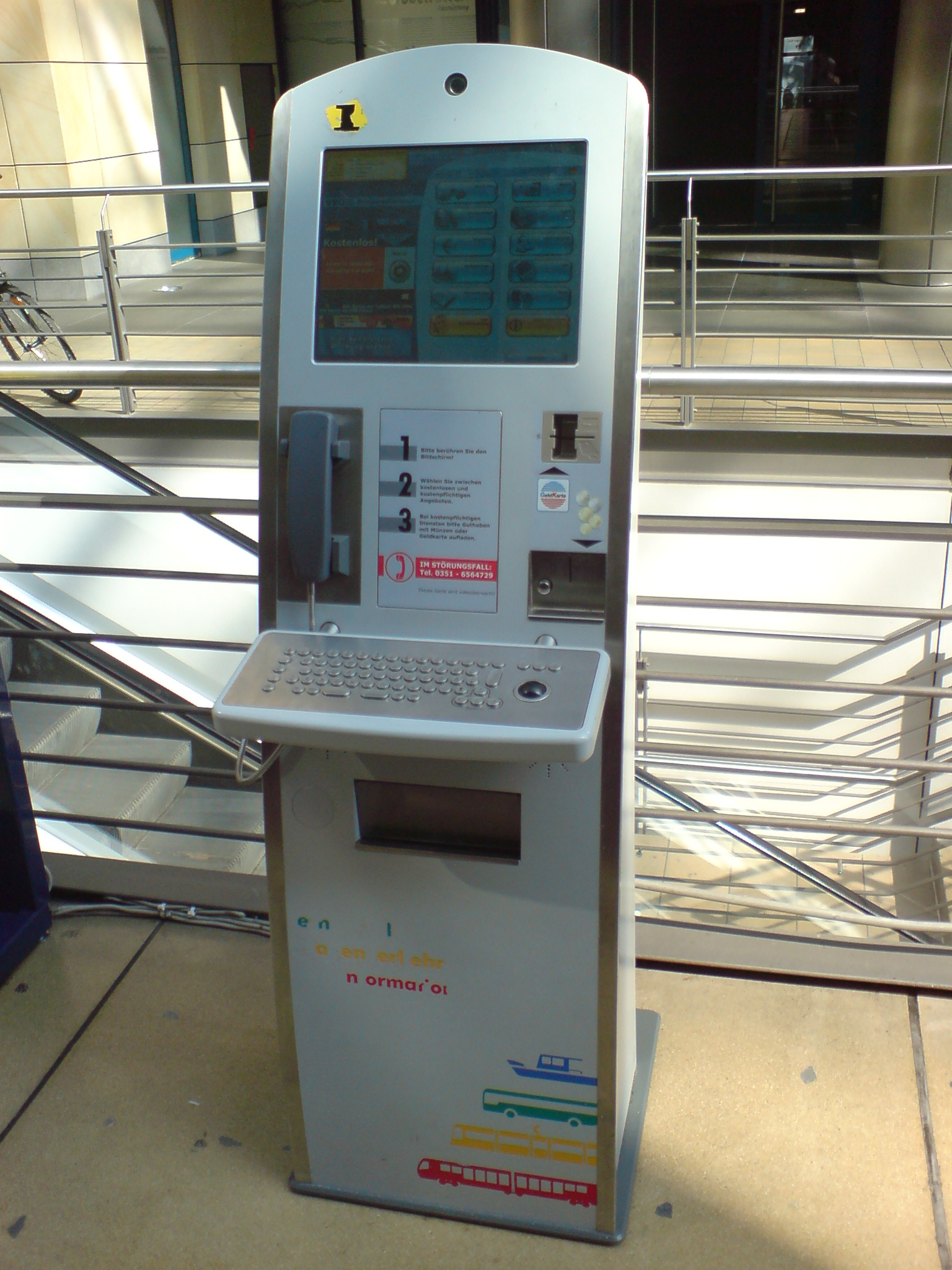
VVO وسائط متعدده ألمانيا دريسدن

## تطبيقات الوسائط المتعددة في العملية التعليمية
بما أن الوسائط المتعددة مرتبطة بالحاسوب فإن ظهور مصطلح الوسائط المتعددة ظهر قبل أقل من عقد من الزمان لتعمل على جهاز الحاسوب الذي تتوفر فيه تقنية: قرص مضغوط، CD-RAM، CDI، دي في دي وغيرها، وقد اتسع انتشار الوسائط المتعددة في التسعينات مع تطوير أجهزة الحاسب الآلي القوية الذاكرة والقليلة التكلفة والتي تتمتع بمواصفات عالية كبرمجيات الصوت والصورة مما شجع العديد المؤسسات التعليمية والأفراد على حد سواء لتمضي قدما في إنتاج برامج متنوعة وثرية للوسائط المتعددة مما يلبي حاجة المستهلك أيا كان نوعه، من مثل شركة آدوبي Macromedia adobe وأبرز منتجاتها Adobe photoshop إضافة إلى برامجها في تطوير شبكات الإنترنت. هذا التنوع والإثراء ساعدعلى استقطاب المجال التعليمي للوسائط المتعددة في أنظمة التعليم وطرقه وفي أيامنا هذه فإن أكثر المجالات التي تستخدم فيها الوسائط المتعددة تنحصر في ست مجموعات:
1. الاختبارات.
2. البرامج الترفيهية التعليمية.
3. الموسوعات والمعاجم.
4. نظم التعليم العالمية.
5. نظم التعليم المتخصصة.
6. جامعات وكليات الإنترنت وممن أمثلة التطبيقات الحية للوسائط المتعددة التعليمية اليوم:
- البريد الإلكتروني
- المؤتمرات عبر الفيديو
- صحافة مؤتمرات الفيديو
- صحافة تفاعلية
- صحافة رقمية

## هيكلة المعلومات في شكل الوسائط المتعددة
الوسائط المتعددة هي الجمع بين النصوص والصور والفيديو والصوت في نموذج واحد. قوة الوسائط المتعددة والإنترنت يكمن في الطريقة التي يتم بها ربط المعلومات.
الوسائط المتعددة والإنترنت تتطلب نهجا جديدا تماما للكتابة.التي هي مناسبة ل 'العالم على الإنترنت' هو الأمثل للغاية ومصممة لتصل بسرعة إلى قبل القراء.
ولا بد من تصميم موقع جيد مع غرض محدد، وموقع جيد مع التفاعل والتكنولوجيا الجديدة يمكن أيضا أن يكون مفيد لجذب الزوار. يجب أن يكون الموقع جذابا ومبتكرة في تصميمه، له وظيفة من حيث الغرض منه، وسهل التنقل، يتم تحديثها بشكل متكرر وسريع لتحميل.
عند عرض المستخدمين صفحة، لا يمكن إلا أن عرض صفحة واحدة في وقت واحد. ونتيجة لذلك، يجب على المستخدمين إنشاء الوسائط المتعددة "نموذج العقلي لبنية المعلومات".

### نبذة عن تاريخ الوسائط المتعددة
تعني الوسائط المتعددة ببساطة "أكثر من وسط واحد" وبعبارة أخرى البرامج التلفزيونية والأفلام والكتب حتى يتضح كلها أمثلة على الوسائط المتعددة - وهي جميعاً عبارة عن استخدام مزيج من النصوص والصور والأصوات والحركة.
لقد قطعت الوسائط المتعددة شوطاً طويلاً من جذوره المتواضعة المتطورة الرسوم المتحركة الحديثة اليوم والتفاعل.
في العالم الحقيقي، عندما يتحدث معظم الناس عن الوسائط المتعددة، فإنهم يتحدثون عن جهاز الكمبيوتر لقد حان الوقت لتمثيل مجال رسومات الحاسوب، وألعاب الفيديو، التي تظهر على الشاشة العرض وللعالم كله من الاحتمالات الأخرى.
 
- واحدة من أقدم وأفضل الأمثلة المعروفة من الوسائط المتعددة لعبة فيديو بونغ. صممت في عام 1972 من قبل نولان بوشنيل، وتألفت اللعبة من اثنين من المجاذيف هو أن يضرب المربع " الكرة" مرة ذهابا وإيابا عبر الشاشة، مثل التنس . كما أنها بدأت لعبة الورق، وأخيرا انتهى بها المطاف في كثير من المنازل.

وفي عام 1976 بدأت ثورة جديدة كانت كأصدقاء ستيف جوبز وستيف زنياك أسس شركة تسمى بدءالتشغيل . وبعد عام اكتشفت أبل انها صممت أول جهاز كمبيوتر لاستخدام رسومات ملونة . انتقلت الثورة للكمبيوتر بسرعة للعام 1981، وفي عام 1984 أصدرت أبل ماكنتوش نظام الكمبيوتر الأول لاستخدام المستخدم الرسومية واجهة (واجهة مستخدم رسومية).
كما حمل ماكنتوش الماوس الأولى، التي من شأنها أن تغير إلى الأبد طريقة الناس التفاعل مع أجهزة الكمبيوتر.
أطلقت مايكروسوفت عام 1985 النسخة الأولى من نظام التشغيل ويندوز. كما صدر في العام ذاته (كومودور أميغا)، وهو الجهاز الذي يعتبره كثير من الخبراء أحد أولى الوسائط المتعددة الخاصة بالحاسوب نظراً لقوة المعالجة المتقدمة الرسومات وواجهة المستخدم المبتكرة. لكن أميغا لم تبل بلاء حسنا على مر السنين، رغم ذلك أصبح نظام التشغيل ويندوز قياسياً ومعيارياً لحوسبة سطح المكتب.
مهدت ابتكارات كلاً من نظامي تشغيل ويندوز وماكنتوش الطريق للتطورات في مجال الوسائط المتعددة المتلاحقة.
لعبت شركة ماكروميديا دوراً هاماً في مجال الوسائط المتعددة منذ بدايتها (التي كانت تسمى سابقاً Macromind). أصدرت ماكروميديا عام 1988 برنامجاً معلماً يسمح لمستخدمي الحاسوب اليوميين بالابتكار، كما يسمح بعروض الوسائط المتعددة التفاعلية. تحرك ماكروميديا فلاش معظم الرسوم المتحركة والوسائط المتعددة الموجودة على شبكة الإنترنت.